# Louis-Hentges-Straße 5 (Heilbronn)

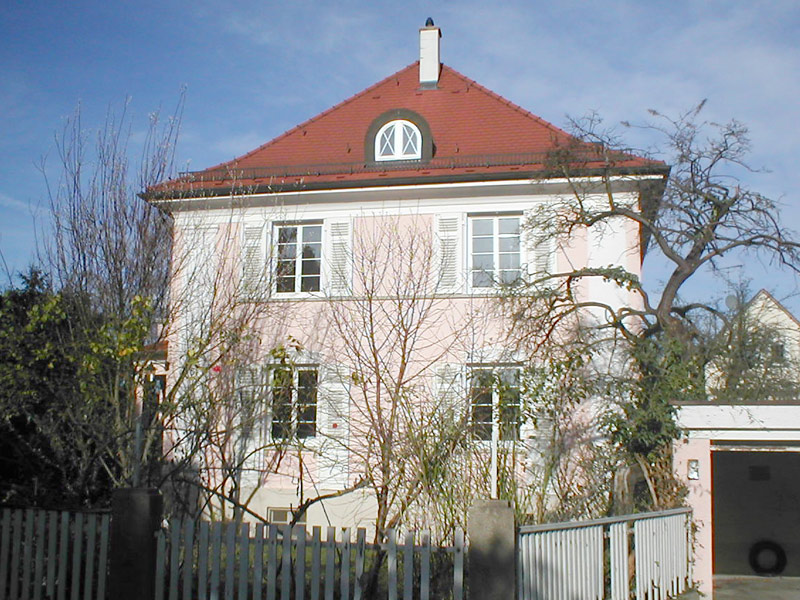
Haus in der Louis-Hentges-Str. 5 in Heilbronn

Das Haus Louis-Hentges-Straße 5 in Heilbronn wurde im Stil des Neoklassizismus erbaut. Das Gebäude steht als Kulturdenkmal unter Denkmalschutz.

## Beschreibung
Das Gebäude wurde 1927 von Stuber und Beckmann geschaffen. Der Profanbau hat zwei Geschosse und ein Walmdach mit Gauben. Seine Fassade ist verputzt und wird an den Ecken von Pilastern in Kolossalordnung geschmückt. Der Baukünstler hat das Gebäude sowohl symmetrisch als auch horizontal gebaut. Als oberen Abschluss haben Stuber und Beckmann ein Dachgesims bzw. Kranzgesims aufgesetzt. Die Eingangsloggia des Gebäudes wird von Säulen geschmückt.